# Дауэс (остров)
Дауэс — остров архипелага Земля Франца-Иосифа. Наивысшая точка острова — 10 метров. Административно относится к Приморскому району Архангельской области России.

## Расположение
Расположен в юго-восточной части архипелага у побережья острова Земля Вильчека в 3 километрах от мыса Хёфера. Вокруг острова Дауэс расположено ещё три острова схожих размеров, остров Деревянный в 200 метрах к востоку и острова Мак-Культа и Тилло к юго-западу.

## Описание
Имеет вытянутую форму длиной немногим менее 1 километра. Он свободен ото льда и не имеет особенных возвышенностей. В восточной его части расположена скала-останец высотой 10 метров, к западу от неё менее высокие скалы.
Назван в честь австралийского исследователя Джона Дэвиса.

## Топографические карты
- Лист карты U-41-XXXI,XXXII,XXXIII Земля Вильчека. Масштаб: 1 : 200 000. Издание 1965 г.